# Maaraue

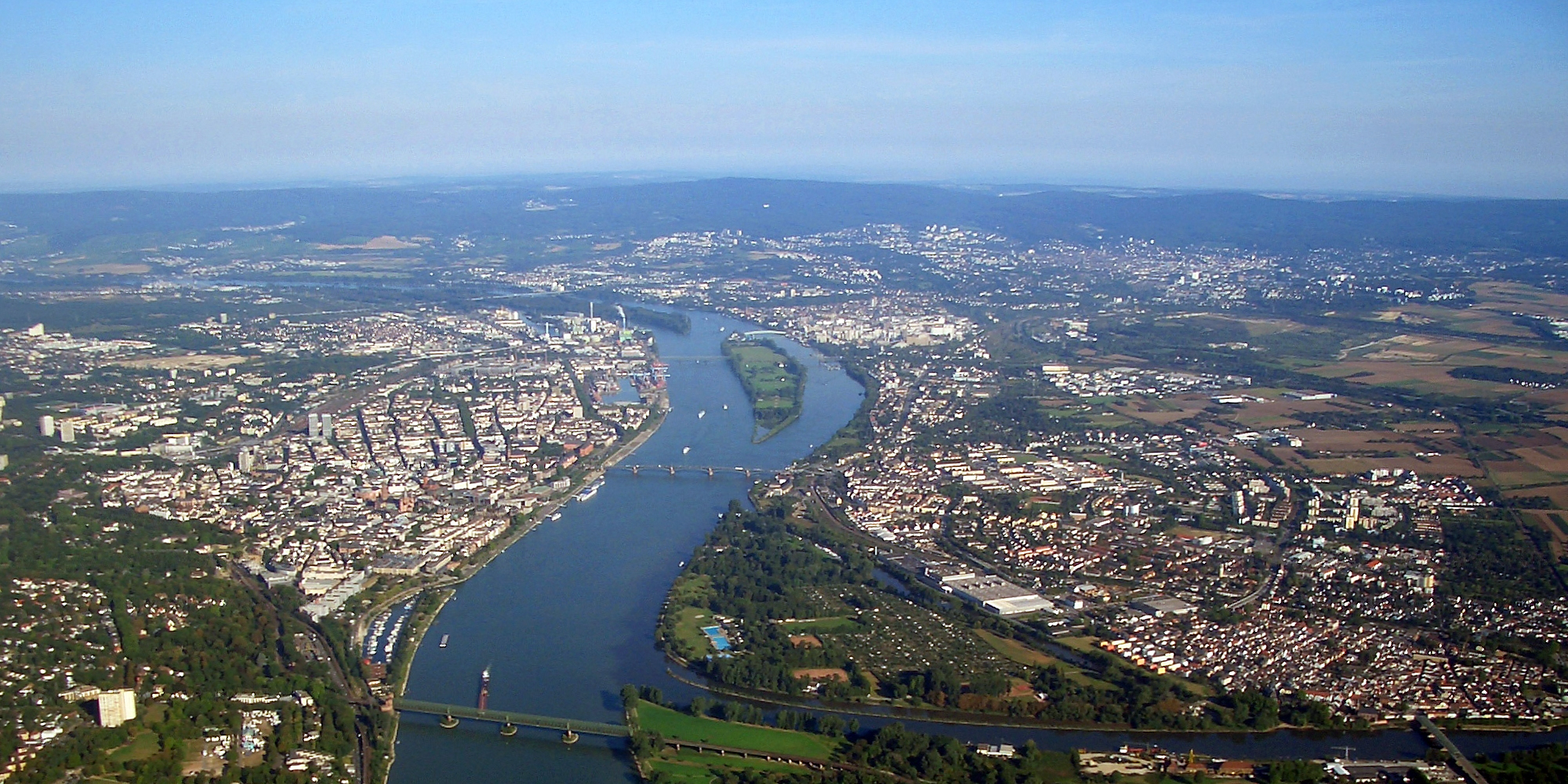
Rhin près de la bouche du Main (rivière), Maaraue au premier Plan à droite

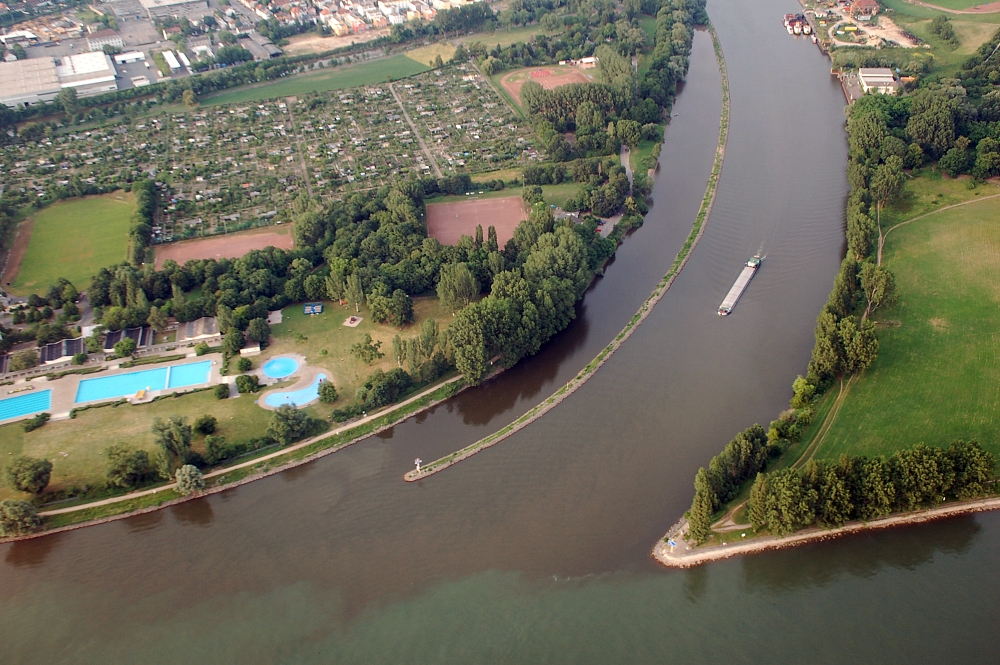
Bouche du Main (rivière) à gauche, le Maaraue, à droite, la Mainspitze

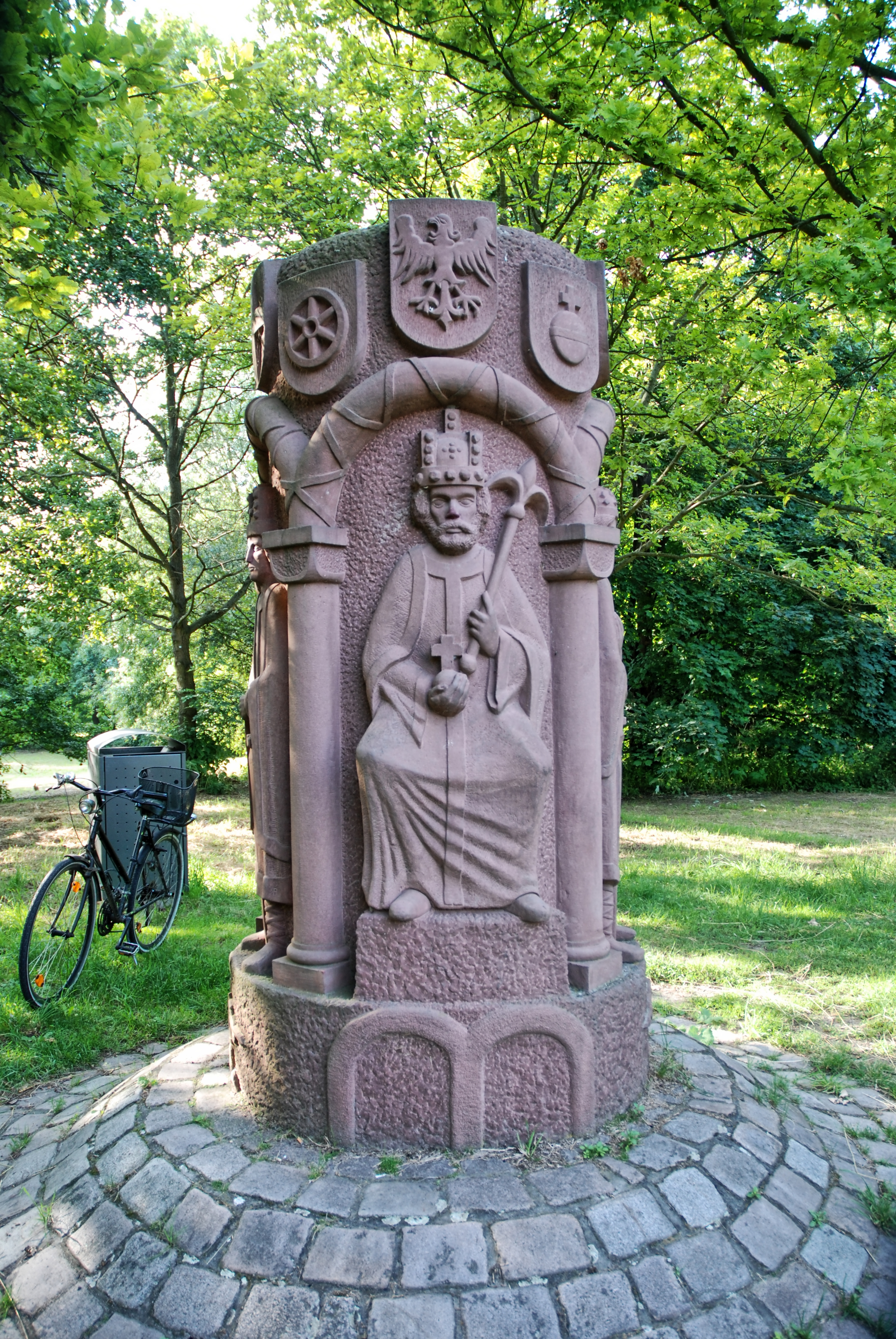
Barbarossa-Pilier (1984) de Erwin Mosen

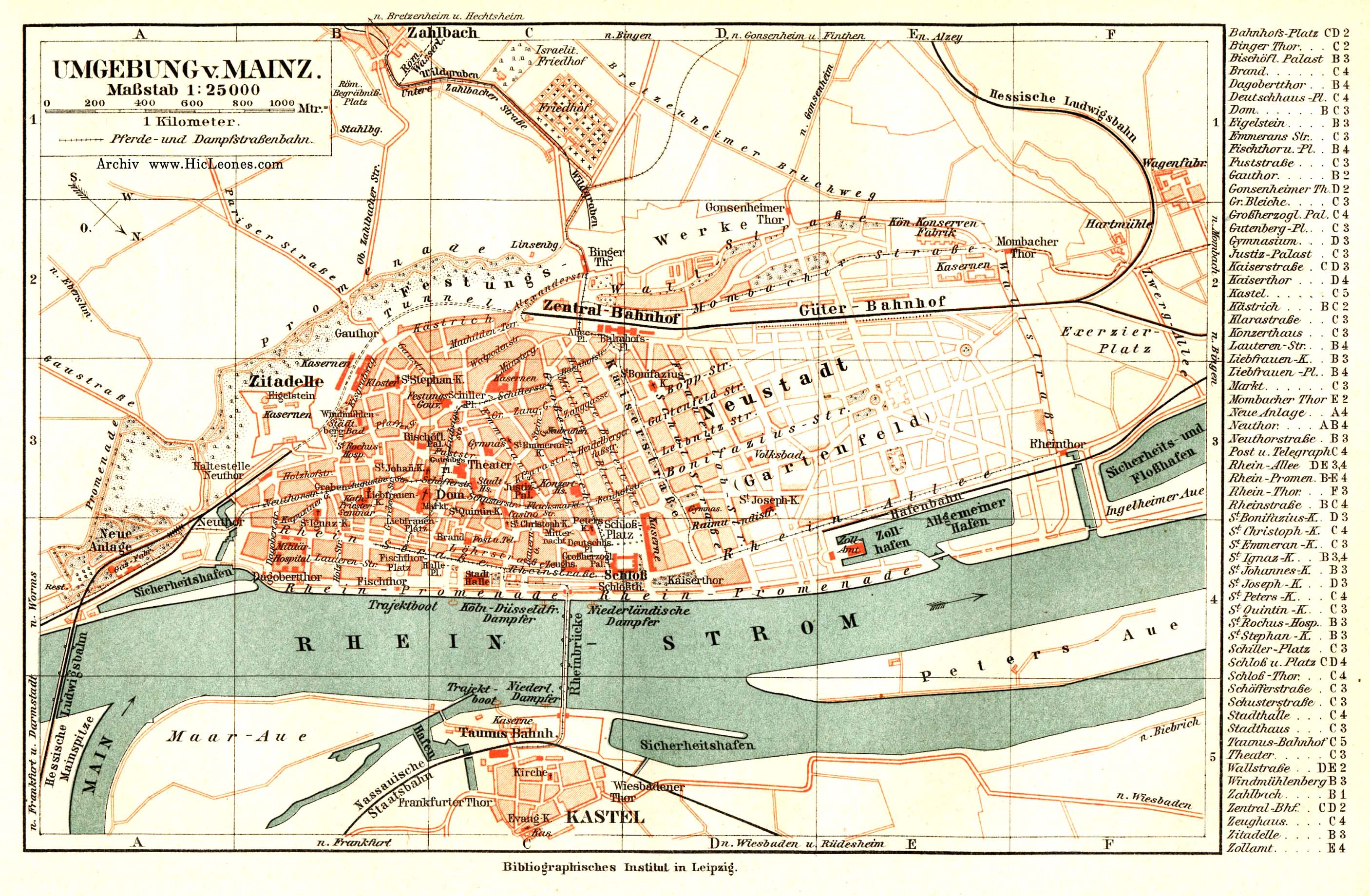
Sur un Plan de la ville de Mayence de 1898, la Maaraue (en bas à gauche), pas à détecter comme île

La Maaraue est une presqu'île à l'embouchure de la Main dans le Rhin. Il appartient, depuis un remembrement au milieu des années 1990, complètement à Wiesbaden comme quartier de Mayence-Kostheim. La Maaraue avait plus d'importance pendant l'apogée du flottage du bois sur le Main et c'est encore aujourd'hui que le bras qui sépare la Maaraue du Continent est nommé port de radeau ou  flaque. Dans ce port de radeau, les flotteurs ont pu s'amarrer en toute sécurité grâce au faible courant. Après l'arrêt du flottage, le lit du Main était modifié de la façon que la Maaraue se présente en vraie île seulement lors des crues. Tandis qu'aux niveaux normaux, une section de 100 m est régulièrement à sec et une liaison avec le continent existe. L'ancien port des flotteurs est aujourd'hui un port pour les bateaux du poste de police des eaux de Wiesbaden ainsi que pour les bateaux de plaisance et sert également de terrain d'entraînement pour les rameurs. L'importance de l'ancien port se manifeste par les responsabilités non déterminées: Qui doit participer aux coûts de l'élimination du port hautement contaminé par des boues, donc la responsabilité et les droits de propriété d'intersection ne sont pas (encore) déterminés. Outre les riverains immédiats comme la ville de Wiesbaden et le Land de Hesse, il y a encore l'État représenté par le Wasserstraßen- und Schifffahrtsamt et peut-être il y a encore d'anciens droits bavarois.
À la Pentecôte 1184, l'empereur allemand Frédéric Barberousse a tenu ici-même une grande diète connue sous le nom « Mainzer Hoftag de 1184 ». Cette Fête a été selon la Sächsische Weltchronik le plus grand et le plus décoratif événement de ce genre en terres allemandes (en allemand : in deutschen Landen). Deux de ses fils y étaient admis à la chevalerie. Selon Gilbert de Mons, parmi les 70.000 participants, il y avait plusieurs rois et ducs. Toutefois, les chiffres sur le nombre des participants varient fortement: La Sächsische Weltchronik parle de 40.000 chevaliers, les annales de Marbach comptent 70 Princes du Saint-Empire et leur entourage. Une colonne en grès d'Erwin Mosen commémore ce jour important depuis son 800e anniversaire en 1984.
À la pointe nord de la Maaraue se trouve une station de la police de l'eau de Hesse. La Maaraue est aujourd'hui principalement un lieu de recréation où se trouve, entre autres, un camping, une piscine extérieure  et une plus grande prairie est ouverte pour les barbecues. La Maaraue abrite également les installations sportives de TV Kostheim et de FV Kostheim 05. Avec un chantier naval pour les bateaux de plaisance à côté du Rhin se trouve une dernière entreprise artisanale sur la Maaraue. La Maaraue fait partie intégrante du Dreibrückenweg (Theodor-Heuss-Brücke, pont routier de Kostheim-Gustavsburg et la passerelle du sud), fréquenté par les Mayençais. Il existe encore un fort, la Rheinschanze, de l'époque de la Forteresse de Mayence et qui est aujourd'hui un restaurant. La station d'épuration de Kostheim, à l'extrémité sud de la Maraue, a été intégrée à la route du patrimoine industriel Rhin-Main après sa fermeture.